# Società Sportiva Formia 1991-1992
Questa voce raccoglie le informazioni riguardanti  la Società Sportiva Formia nelle competizioni ufficiali della stagione 1991-1992.

## Rosa
| N. |                   | Ruolo | Calciatore         |
| -- | ----------------- | ----- | ------------------ |
|    | Italia (bandiera) | D     | Lorenzo Calabria   |
|    | Italia (bandiera) | D     | Maurizio Carlà     |
|    | Italia (bandiera) | C     | Giovanni Colonna   |
|    | Italia (bandiera) | D     | Ivano Comba        |
|    | Italia (bandiera) | C     | Giovanni Costa     |
|    | Italia (bandiera) | C     | Ivano Fusco        |
|    | Italia (bandiera) | D     | Vincenzo La Manna  |
|    | Italia (bandiera) | D     | Giuseppe Lorecchio |
|    | Italia (bandiera) | P     | Danilo Mercadante  |
|    | Italia (bandiera) | C     | Claudio Nanni      |

| N. |                   | Ruolo | Calciatore         |  |
| -- | ----------------- | ----- | ------------------ |  |
|    | Italia (bandiera) | A     | Angelo Oliva       |  |
|    | Italia (bandiera) | D     | Davide Palladino   |  |
|    | Italia (bandiera) | A     | Riccardo Pecchi    |  |
|    | Italia (bandiera) | D     | Adriano Polenta    |  |
|    | Italia (bandiera) | C     | Salvatore Ragonese |  |
|    | Italia (bandiera) | D     | Pasquale Salerno   |  |
|    | Italia (bandiera) | A     | Gennaro Sarnelli   |  |
|    | Italia (bandiera) | C     | Vito Sinopoli      |  |
|    | Italia (bandiera) | D     | Agostino Seviero   |  |
|    | Italia (bandiera) | P     | Domenico Torre     |  |